# Gábor Fejes Tóth
 Gábor Fejes Tóth (*  1947) ist ein ungarischer Mathematiker, der sich mit diskreter und kombinatorischer Geometrie befasst.
Er ist der Sohn des Geometers László Fejes Tóth. Fejes Toth studierte an der Loránd-Eötvös-Universität in Budapest, wurde 1977 an der Ungarischen Akademie der Wissenschaften promoviert und 1995 habilitiert. Er ist seit 1973 am Alfred Renyi Institut der Ungarischen Akademie der Wissenschaften.
Er leitete die Gutachtergruppe, die bis 2003 den Beweis von Thomas Hales zur Kepler-Vermutung bewertete.

## Schriften
- Packing and covering, in: E. J. Goodman, J. O’Rourke CRC Handbook on Discrete and Computational Geometry, CRC Press, 2. Auflage 2004
- mit W. Kuperberg Packing and covering with convex sets, in Peter Gruber, Jörg Wills Handbook of convex geometry, North Holland 1993